# Championnats d'Europe de saut d'obstacles 1999
Navigation
Édition précédente Édition suivante
Les championnats d'Europe de saut d'obstacles 1999, vingt-cinquième édition des championnats d'Europe de saut d'obstacles, ont eu lieu en 1999 à Hickstead, au Royaume-Uni. L'épreuve individuelle est remportée par la Française Alexandra Ledermann et la compétition par équipe par l'Allemagne.